# Armand Figeac

a Compétitions nationales et continentales officielles uniquement.

Armand Figeac, né le 6 février 1915 à Tonneins et mort le 1er mars 2013 à Roanne, est un joueur et entraîneur de rugby à XIII dans les années 1930, 1940 et 1950 au poste de talonneur.
Il intègre la grande équipe de rugby à XIII d'avant-guerre de Roanne qui domine le Championnat de France en 1938 et remporte le titre de 1939. Sa carrière est alors interrompue par la Seconde Guerre mondiale. À la sortie de la guerre, il réintègre le club de Roanne et remporte un second Championnat en 1947 avant de mettre un terme à sa carrière de joueur.
Établi sur Roanne, il devient l'entraîneur du club sur deux périodes, la première sur la saison 1949-1950 puis la seconde entre 1952-1958 avec Guy Augey.

## Biographie
Il intègre le club de rugby à XIII de Roanne au cours de la saison 1938-1939. il rejoint alors le club leader du Championnat de France porté par ses stars Max Rousié et Jean Dauger. Il dispute la finale et remporte le titre de Championnat de France en 1939.

## Palmarès

### En tant que joueur
- Collectif :
  - Vainqueur du Championnat de France : 1939 et 1947 (Roanne).